# Marco Scacchi
Marco Scacchi (Roma, 1602 circa – Gallese, 7 settembre 1662) è stato un compositore italiano.

## Biografia
Nacque a Roma da Sebastiano Scacchi originario di Gallese. Studiò sotto la guida di Giovanni Francesco Anerio a Roma. Si trasferì a Varsavia, probabilmente nel 1624 al seguito del suo maestro, per entrare come violinista al servizio del principe Ladislao IV figlio di Sigismondo III re di Polonia. Quando nel 1632 Ladislao divenne re di Polonia, Scacchi divenne maestro di cappella della corte polacca, mantenendo questa carica fino al 1649. In questo periodo ebbe come allievo Kaspar Förster il Giovane.
Il 4 settembre 1636 con la sua opera Il ratto di Helena, su libretto di Virgilio Puccitelli, venne inaugurato il teatro del palazzo di corte di Vilnius, costruito dall'architetto e scenografo Agostino Locci, su incarico di Ladislao IV re di Polonia e Lituania. È probabile che Scacchi abbia messo in musica tutte o parte delle opere su libretto di Puccitelli, rappresentate alla corte di Varsavia dal 1637 al 1640.
Nel 1643 criticò pubblicamente la raccolta Psalmen Davids (1640) dell'organista di Danzica Paul Siefert, dando in luce il libello polemico Cribrum musicum ad triticum siferticum ("Setaccio musicale del frumento di Siefert"). Nel suo scritto, Scacchi accusava Siefert, allievo di Sweelinck, di avere scarsa tecnica compositiva, dimostrando che non era in grado di comporre correttamente neppure in quello stile tradizionale da lui così strenuamente difeso, e di aver usato impropriamente nei salmi figure cromatiche non adatte allo stile a cappella dei salmi. Ne nacque un'astiosa polemica, alimentata non ultimo dal fatto che il Cribrum musicum era dedicato a Kaspar Forster il vecchio, padre del suo allievo, che venti anni prima aveva sconfitto Siefert in un concorso per il posto di Kantor a Danzica. La polemica si trascinò per qualche tempo. Due anni dopo Siefert replicava a Scacchi pubblicando il suo libello Anticribratio musica ad avenam scachianam ("Controsetacciatura musicale dell'avena di Scacchi"), concentrandosi sui problemi del contrappunto imitativo, ma senza riscuotere alcun consenso tra i musicisti del tempo chiamati a esprimere un parere, tra i quali Heinrich Schütz.
Come avrebbe meglio chiarito nel successivo Breve discorso sopra la musica moderna (Varsavia, P. Elert, 1649), dedicato a Giovanni Casimiro II re di Polonia, Scacchi riteneva che non necessariamente l'uso di procedimenti compositivi della "seconda prattica" avrebbe secolarizzato la musica da chiesa; l'osservanza delle regole della "prima prattica" non doveva, tuttavia, negare ai compositori la possibilità di sfruttare le possibilità offerte dalla "seconda prattica". Tutta la questione - secondo Scacchi - poteva essere risolta distinguendo fra gli stili musicali allora praticabili. Propose quindi una classificazione in base a cui distinse in primo luogo stylus antiquus e stylus modernus, che nella sua visione coincidono con la prima e la seconda prattica, come definite da Claudio Monteverdi nella polemica con Giovanni Maria Artusi. Successivamente articolò il sistema in base alla funzione della musica in stylus ecclesiasticus, stylus cubicularius (da camera) e stylus theatralis. Tale classificazione degli stili ebbe influenza tra i musicisti delle successive generazioni, tra i quali Christoph Bernhard, nel Tractatus compositionis augmentatus, e l'allievo Angelo Berardi, nei trattati Ragionamenti musicali (1681) e Miscellanea musicale (1689).
L'influenza di Scacchi sullo sviluppo della composizione in Germania ebbe effetto vasto e immediato. Di particolare importanza fu l'uso, da lui praticato e difeso nella polemica con Siefert, della risposta tonale nei passi fugati, che fu determinante nel trasformare i procedimenti imitativi del contrappunto rinascimentale in quelli della fuga dell'età barocca.
Nel 1649 lasciò la corte di Varsavia e fece ritorno a Roma. Dal 1651 si ritirò a vivere a Gallese, luogo d'origine della sua famiglia, con la moglie Regina Keller originaria di Augusta, ricca vedova di uno dei segretari di Sigismondo III, che aveva sposato nel 1635.  A Gallese tenne una piccola scuola di musica, che nel 1655 accoglieva sei fanciulli. Tra il 1659 e il 1662, ebbe come allievo Angelo Berardi, che più volte lo ricordò nelle sue opere teoriche.
Il fratello, Pellegrino Scacchi, anch'egli allievo di Giovanni Francesco Anerio, fu attivo come organista a Roma, dove morì nel 1649.
A Gallese, intorno alla figura e all'opera di Marco Scacchi, è stato creato un Museo e Centro culturale a lui intitolato. 

A Gallese si svolge annualmente il festival di musica antica "Marco Scacchi"

## Opere
Scacchi fu un compositore prolifico. Compose messe, madrigali, mottetti. Di lui ci sono pervenute le seguenti opere:
- Missarum quatuor vocibus liber primus (Roma, G.B. Robletti, 1633), dedicato a Ladislao IV re di Polonia, contenente quattro messe.
- Madrigali a cinque voci concertati da cantarsi su gli stromenti (Venezia, B. Magni, 1634).
- Canones nonnulli super arias quasdam musicales D.ni Christophori Werneri; chori musices ad D. Cathar Gedani moderatoris dignissimi compositi ac artificiose elaborati, Königsberg, P. Mense, 1649
- Missa omnium tonorum pro electione regis Poloniae Casimiri, a 3 cori e strumenti (Berlino, Staatsbibliothek)
- Missa super pacis (Berlino, Staatsbibliothek)

Altri suoi mottetti e madrigali si conservano manoscritti in diverse biblioteche europee e americane.